# Alice Korbová
Alice Korbová (* 15. listopadu 1971) je česká horolezkyně, skialpinistka UK Prahaa mistryně ČR ve skialpinismu.

## Horolezectví
V roce 2006 vystoupila na vrchol šesté nejvyšší hory světa Čo Oju (8 201 m n. m.) spolu s dalšími šesti Čechy.

## Skialpinismus
Na mistrovství světa ve skialpinismu v roce 2004 obsadila ve štafetě čtvrté místo spolu s Kamilou Bulířovou a Lucií Oršulovou. V roce 2005 na mistrovství Evropy byla v závodu družstev desátá s Lucií Oršulovou. V roce 2006 a 2007 se stala mistryní ČR (v roce 2007 druhá za Slovenkou Lenkou Lackovičovou).